# Armando Broja
Armando Broja (ur. 10 września 2001 w Slough) – albański piłkarz, występujący na pozycji napastnika w angielskim klubie Everton, do którego jest wypożyczony z Chelsea.  oraz w reprezentacji Albanii. Uczestnik Mistrzostw Europy 2024. Wychowanek Tottenhamu Hotspur, w trakcie swojej kariery grał także w takich zespołach, jak Vitesse, Southampton oraz Fulham.